# Silvia Giamporcaro
Silvia Giamporcaro (Trieste, 16 gennaio 1925) è un'ex cestista italiana.

## Carriera
Ha fatto parte della Nazionale di pallacanestro femminile dell'Italia al Campionato europeo femminile di pallacanestro 1950 disputato in Ungheria.
Nel 2025 ha festeggiato i 100 anni.